# Okręg wyborczy Caernarfon
Okręg wyborczy Caernarfon powstał w 1536 r. i wysyłał do angielskiej, a następnie brytyjskiej, Izby Gmin jednego deputowanego. Okręg obejmował okręg Arfor oraz dystrykt Dwyfor w Walii. W latach 1536–1832 okręg nosił nazwę Caernarvon. Następnie nazywał się Caernarvon Boroughs. W 1950 r. powrócono do nazwy Caernarvon. Swoją obecną nazwę okręg otrzymał w 1983 r. Został zlikwidowany w 2010 r.

## Deputowani do brytyjskiej Izby Gmin z okręgu Caernarfon

### Deputowani w latach 1553–1660
- –1625: Edward Littleton
- 1625: Robert Jones

### Deputowani po 1660
- 1660–1661: William Glynne
- 1661–1679: William Griffith
- 1679–1685: Thomas Mostyn
- 1685–1689: John Griffith
- 1689–1698: Robert Owen
- 1698–1705: John Wynn
- 1705–1708: Thomas Bulkeley
- 1708–1713: William Griffith
- 1713–1749: Thomas Wynn
- 1749–1754: William Wynn
- 1754–1761: Robert Wynne
- 1761–1768: John Wynn
- 1768–1790: Glynn Wynn
- 1790–1796: Henry Paget, lord Paget
- 1796–1806: Edward Paget
- 1806–1826: Charles Paget
- 1826–1830: Lord William Paget, wigowie
- 1830–1831: William Ormsby-Gore, torysi
- 1831–1833: Charles Paget, wigowie
- 1833–1833: Owen Nanney, Partia Konserwatywna
- 1833–1835: Charles Paget, wigowie
- 1835–1837: Love Parry, wigowie
- 1837–1859: William Bullkeley Hughes, Partia Konserwatywna
- 1859–1865: Charles Wynne, Partia Konserwatywna
- 1865–1882: William Bullkeley Hughes, Partia Liberalna
- 1882–1886: Love Jones-Parry, Partia Liberalna
- 1886–1890: Edmund Swetenham, Partia Konserwatywna
- 1890–1945: David Lloyd George, Partia Liberalna
- 1945–1945: Seaborne Davies, Partia Liberalna
- 1945–1950: David Price-White, Partia Konserwatywna
- 1950–1974: Goronwy Roberts, Partia Pracy
- 1974–2001: Dafydd Wigley, Plaid Cymru
- 2001–2010: Hywel Williams, Plaid Cymru